# Ripalta Cremasca
Ripalta Cremasca (lombardul: Riólta Grasa) település Olaszországban, Lombardia régióban, Cremona megyében. Lakosainak száma 3433 fő (2023. január 1.). Ripalta Cremasca Credera Rubbiano, Madignano, Moscazzano, Ripalta Arpina, Capergnanica, Crema, Ripalta Guerina és Montodine községekkel határos.

## Népesség
A település lakossága az elmúlt években az alábbi módon változott:
| Lakosok száma | 3450 | 3406 | 3388 | 3433 |
|               | 2013 | 2017 | 2018 | 2023 |